# Annibale Maffei
Annibale Carlo Maffei (Mirandola, 10 dicembre 1666 – Torino, 15 agosto 1735) è stato un generale e diplomatico italiano, al servizio del Ducato di Savoia e del Regno di Sardegna.
Ricoprì la carica di viceré di Sicilia durante il breve periodo sabaudo dal 1714 al 1718.

## Biografia

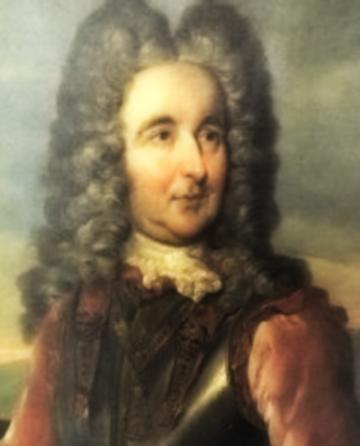
Annibale Maffei

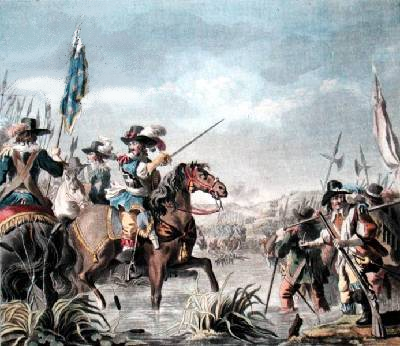
Battaglia di Staffarda

Maffei nacque nel 1666 a Mirandola dal conte Giovanni Maffei e da Margherita Baglioni. In giovane età fu inviato alla corte di Torino nel 1681 come paggio del duca Vittorio Amedeo II di Savoia, la fiducia del quale ben presto si guadagnò a seguito della battaglia di Staffarda (1690). Prese parte a varie imprese quali la difesa di Avigliana, Cuneo, l'assedio di Carmagnola e la ritirata dalla Valle di Susa, che gli permisero di essere fregiato il 31 marzo 1692 dell'Ordine dei Santi Maurizio e Lazzaro. Partecipò inoltre alla campagna di Buriasco, all'assalto del forte di Santa Brigida e alla battaglia di Orbassano.
Nel 1695 fu inviato come diplomatico alla corte di Parma, ma fu più volte chiamato a partecipare a campagne militari, tra cui il famoso assedio di Namur, a luglio.
Fu ambasciatore del duca di Savoia in Inghilterra dal 1699 al 1701. Ebbe il grado di tenente colonnello di cavalleria e nel 1703 fu nominato colonnello di un reggimento di fanteria, ma ritornò in seguito come ambasciatore a Londra. Negli anni seguenti combatté a fianco del principe Eugenio e del duca di Marlborough. Nel 1709 fu nominato generale di battaglia ed intervenne al Congresso di Utrecht nel 1712 come delegato.
Maffei fu inviato come viceré di Sicilia dal 1714 al 1718 dopo aver ricevuto la nomina di Gran Maestro di Artiglieria. Il 15 aprile 1729 gli fu assegnato il titolo di cavaliere dell'Ordine Supremo della Santissima Annunziata. Successivamente fu ambasciatore del Re di Sardegna in Francia. Si ritirò dalla diplomazia nel 1732. Morì a Torino tre anni dopo.

## Discendenza
Il 10 novembre 1699 sposò a Torino Maria Giovanna Maddalena Caterina Castelli, che gli diede un figlio, Vittorio Amedeo (10 maggio 1703) il cui padrino fu Vittorio Amedeo II di Savoia. All'età di sette anni il bambino fu fidanzato alla coetanea Cristina de Long, unica erede dei feudi di Boglio, Peona e Sauze oltre alla baronia di Scenilliac in Francia. Questi trasmise il titolo di conte Maffei di Boglio al figlio, Giuseppe Antonio Vittorio Amedeo, che divenne uno dei primi scudieri di corte e colonnello dei dragoni del re e sposò Maria Rosa Porporato d'Alma. Morì l'11 settembre 1778 lasciando come unico erede Carlo Giuseppe Vittorio.
Carlo Giuseppe Vittorio (1772-1854) sposò Barbara Hallò des Hayes de' Mussano che gli dette due figli maschi Ferdinando e Leopoldo. Ferdinando ebbe due figli i conti Alberto e Annibale (1840-??) conosciuto per aver costruito a Torino il palazzo Maffei di Boglio poi divenuto Palazzo Marone Cinzano, da Leopoldo e la moglie Speranza Suni discende Carlo..

## Nella letteratura
Il conte Maffei compare nel romanzo di Luigi Natoli I Beati Paoli. Nella terza parte del romanzo, il conte Maffei è presentato dal Natoli come un amministratore diligente e relativamente sobrio del vicereame. Nella sua funzione di viceré di Sicilia, da udienza alla duchessa Gabriella moglie del duca della Motta Don Raimondo Albamonte, uno dei protagonisti del romanzo. È durante questo breve colloquio che la duchessa accusa Blasco da Castiglione, altro protagonista del romanzo, di aver rapito lei e la figliastra Violante, e di far parte della setta dei Beati Paoli. A conclusione del colloquio, il Maffei accetta la richiesta della duchessa di essere condotta in un luogo sicuro per essere protetta dai Beati Paoli, suggerendo il castello di Termini come luogo adatto. In seguito, ricompare nuovamente, questa seconda volta dopo aver concesso udienza straordinaria a Don Raimondo. Quest'ultimo chiede al viceré conte Maffei di scarcerare Emanuele, nipote di Don Raimondo e figlio legittimo del defunto fratello maggiore di Don Raimondo già duca della Motta anch'egli chiamato Emanuele. Il conte Maffei acconsente alla richiesta, dopo essersi indignato di come Emanuele fosse stato incarcerato senza prove convincenti. 
"Ma che processi sono cotesti!..." - gridò il conte sdegnato. 
All'inizio della quarta parte del romanzo, il conte Maffei, infine, fa la sua ultima comparsa. In quanto viceré, egli ordina di organizzare la difesa di Palermo contro la flotta spagnola giunta davanti alla città il primo luglio del 1718. Tuttavia, preso atto dell'impossibilità di difendere la città, il conte con la sua famiglia ed il suo seguito il 3 luglio lascia Palermo alla volta di Siracusa, ultimo baluardo sabaudo in Sicilia, accompagnato dalle sue truppe. In Palermo, l'ultimo ordine del viceré sarà quello di far bruciare tutto l'archivio del Palazzo Reale.